# Copán
Copán är en stor arkeologisk fyndplats i västligaste delen av Honduras, i departementet Copán, nära gränsen till Guatemala. Den var i förcolumbiansk tid centralort för en av mayakulturens mäktiga stadsstater under den klassiska eran.
Stadsstaten, som hette Xukpi, blomstrade från 400-talet till början av 800-talet, med rötter som går tillbaka till åtminstone det första århundradet. Staden Copán kan i forntiden ha hetat Oxwitik.
1980 sattes Copán upp på Unescos världsarvslista.

## Ruinerna
Staden Copán är kanske mest känd för att ha producerat en märkbar serie av stelae-porträtt, de flesta placerade längs processionsvägar på det centrala torget i staden vid det intilliggande "Akropolis" (ett stort komplex med överlappande trappstegspyramider, öppna ytor och palats). Stelae och skulpterade dekorationer på byggnaderna i Copán är några av de vackraste resterna av antikens mesoamerikanska konst.
Många byggnader är omsorgsfullt dekorerade med stenskulpturer, vanligen gjorda av en mosaik av bearbetade stenar och i en storlek, så att en person kunde bära dem.
På sin höjdpunkt i senare delen av den klassiska perioden, verkar Copán ha haft en ovanlig framgångsklass av lägre nobless, skrivare och hantverkare. Några av dem hade hem i huggen sten, något som på de flesta andra ställen var ett privilegium reserverat för härskarna och höga präster. Några av husen har glyfiska texter av inristad mayaskrift.
Byggnaderna led hårt av naturens krafter mellan de år som gått, sedan platsen övergivits och fram till återupptäckten av ruinerna. Ett antal jordbävningar har slagit hårt - inga tak på stenhusen var intakta när platsen återupptäcktes och trapporna med hieroglyfer hade kollapsat. Copánfloden ändrade under åren kurs, meandrade, förstörde delar av akropolis och slog ut flera stödjande arkitektoniska grupper. Under en lång tid när området var överväxt led byggnaderna av en tjock djungelvegetation och perioder av skogsbränder.
Arkeologer har förstärkt och återställt många av strukturerna på platsen.

## Historia

### Före européernas ankomst

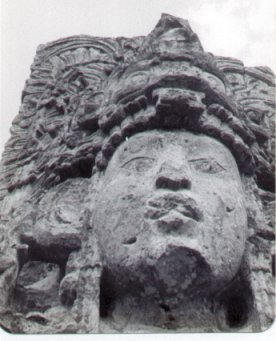
Närbild på Stele H, avbildar kung "18 Kanin"

Den bördiga Copándalen var länge en plats för jordbruk innan de första kända stenkonstruktionerna byggdes i området omkring 800-talet f.Kr.
Ett "kungarike" verkar ha grundats i Copán år 159. Därefter växte Copán till att bli den mest betydelsefulla Mayastaden under 400-talet. Stora monument daterade enligt mayakalendern med glyftexter uppfördes från år 435 och fram till år 822.
Xukpi var en av de mäktigare Mayastaterna, en regional kraft, fastän den år 738 led ett katastrofalt nederlag mot kungariket i nuvarande Quirigua. Därtill tog viktiga naturresurser slut, vilket var en faktor som ledde till slutet för de flesta av den klassiska erans Mayastater.
Området var befolkat efter att de stora ceremoniella byggnaderna och kungliga monumenten rests, men befolkningen minskade under perioden mellan 700-talet och 800-talet från omkring 20 000 till mindre än 5 000.
Det ceremoniella centret övergavs under lång tid och den omgivande dalen var sedan hem för endast ett fåtal små jordbruksbyar, när spanjorerna kom på 1500-talet.

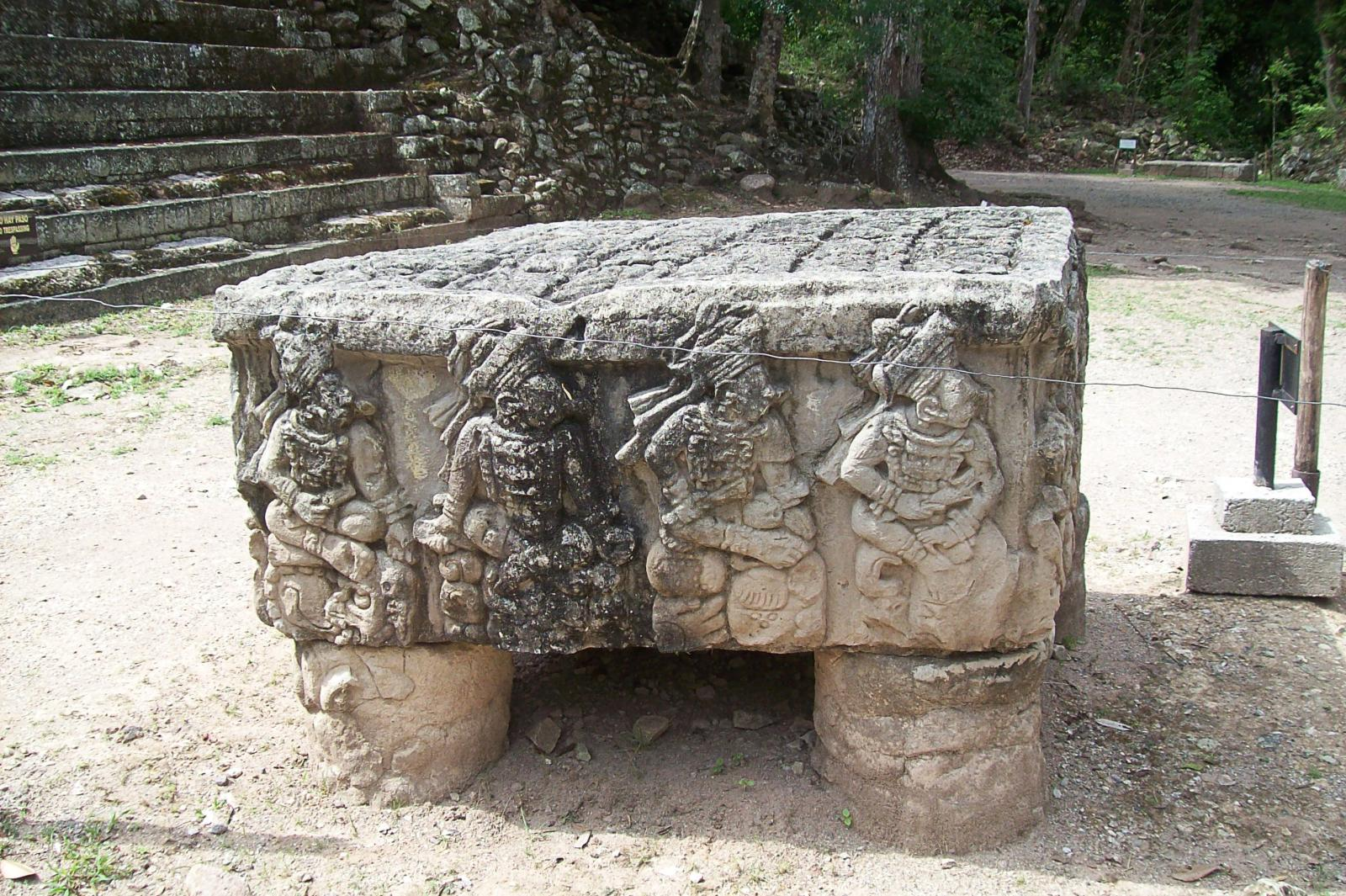
Altare Q i Copán

### Kända Xukpi-härskare
- K' inich Yax K'uk' Mo', före 426-437
- K'inich Popol Hol, omkring år 437-
- 1 kung, okänt namn, omkring år 455-
- Ku Ix, omkring år 465-
- 1 kung, okänt namn, omkring år 476-
- Muyal Jol, omkring år 485-
- B'alam Nehn =Vattenlilje-Jaguar, 504-544
- Wil Ohl K'inich, 532–551
- Sak-Lu, 551-553
- Tzi-B'alam ="Mån Jaguar", 553-578
- Butz' Chan, 578-628
- Smoke Imix K'awiil, 628-695
- Uaxaclajuun Ub'aah K'awiil ("18 Kanin") 695-738
- K'ac Joplaj Chan K'awiil ("Rökt apa") 738-749
- K'ac Yipyaj Chan K'awiil ("Rökt snäcka"; "Rökt ekorre") 749-763
- Yax-Pasaj Chan Yoaat ("Yax Pac") 763-after 810
- (antagligen en period när tronen var vakant)
- U-Cit-Tok 822
- Kungliga ceremonicentrat i staden övergavs år 827

De första 16 namnen, från Yax K'uk' Mo' till Yax Pac, finns i Mayaskrift på Altare Q, en artefakt som har gett forskare många ledtrådar till Copáns ursprung och historia.
Det skapades under Yax Pacs tid 776. Var och en av Copáns sexton ledare är porträtterad i helfigur, fyra på var sida i ordning av monumentet.
Avbildningarna spänner över 350 års tid och det verkar ha varit Yax Pacs avsikt att täcka in Baktun nr 9, som började år 436. Varje härskare sitter på en glyf som anger hans namn. Framställningens viktigaste del är Yax Kuk Mo som överräcker ledarinsignierna till Yax Pac. Härmed fastställdes att Yax Pac var en lika värdig ledare som den förste.

### Copán i modern tid

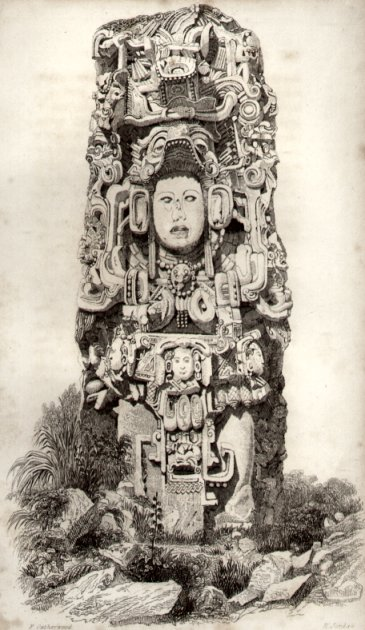
Stele N: Kung K'ac Yipyaj Chan K'awiil ("Rökt Snäcka"), teckning av Frederick Catherwood 1839

Vid tiden för spanjorernas erövring av Honduras, hade platsen sedan länge varit överväxt med regnskog. Fastän de stora ruinstäderna var kända lokalt, blev de i stort okända av omvärlden fram till en serie upptäckare besökte dessa i början av 1800-talet. Juan Galindo tecknade ner en beskrivning av ruinerna 1834, vilken publicerades följande år. Detta satte igång intresset hos nordamerikanska upptäckare och John Lloyd Stephens, reseskildrare och engelsk arkitekt och tecknaren Frederick Catherwood, vars illustrerade böcker beskriver Copan och andra platser skapade ett stort intresse för Mesoamerikanska antikviteter bland amerikanska och europeiska forskare. Deras publikation är än idag högt skattad som inledning till moderna Mayastudier.
Platsen var föremål för en av de första moderna arkeologiska undersökningarna och utgrävningarna i Mayaområdet, genomförd av Peabody Museum of Archaeology and Ethnology och Harvard University från 1891 till 1930-talet, Peabody Museum åter under 1970-talet, följt av Honduras regering Proyecto Copán som startade i slutet av 1970-talet och fram till idag.